# Renaudcypris
Renaudcypris is een geslacht van kreeftachtigen uit de klasse van de Ostracoda (mosselkreeftjes).

## Soorten
- Renaudcypris natans Hartmann, 1984
- Renaudcypris wolffi (Harding, 1962)